# Paco-Luca Nitsche
Paco-Luca Nitsche albo Nietsche (ur. 24 sierpnia 1984 w Hamburgu) – niemiecki aktor.
Występuje przedstawieniach teatralnych, filmach kinowych i serialach.

## Filmografia
- 2006-2007: Miłość puka do drzwi (Schmetterlinge im Bauch) jako Simon 'Zack' Rudolph (5 odcinków)
- 2006: M.E.T.R.O. - Ein Team auf Leben und Tod (3 odcinki)
- 2005: Nikola jako Chris Hartmann
- 2005: Tropencops
- 2003: Pastor Brown
- 2003: Stubbe - Von Fall zu Fall
- 2003: Küssen verboten, baggern erlaubt jako David